# Orthosia erythrolitoides
Orthosia erythrolitoides là một loài bướm đêm trong họ Noctuidae.